# Euxoa distinguenda
Euxoa distinguenda är en fjärilsart som beskrevs av Lederer 1857. Euxoa distinguenda ingår i släktet Euxoa och familjen nattflyn. Inga underarter finns listade i Catalogue of Life.